# Osterburg (Groothusen)
Die Osterburg ist eine hochmittelalterliche Wasserburg in Groothusen, einem Ortsteil der Gemeinde Krummhörn, im Landkreis Aurich in Niedersachsen. Architektonisch gehört ihr Kernbau zu den ostfriesischen Häuptlingsburgen des Steinhaustypus Saalbau.

## Lage
Die heutige Burg liegt am östlichen Ende der Langwurt des ostfriesischen Dorfes in einem teilweise parkähnlich angelegten Gehölz. Sie ist umgeben von einer Graft und nur über eine steinerne Brücke zu erreichen.
Die deutliche räumliche Distanz der Osterburg zur St. Petruskirche und die Konkurrenz eines zweiten befestigten Hauses kann ein Hinweis darauf sein, dass diese und die Westerburg ursprünglich jeweils auf Einzelwurten standen. Erst später verschmolzen beide zu einer Langwurt. Beide Wurten, mit der Ortsbezeichnung „Husum“ bedienten sich einer gemeinsamen Anlegestelle an der Nordseite, im Mittelalter Ufer bzw. Priel der Sielmönker Bucht.

## Ortsburgengeschichte
Groothusen war im 13. und 14. Jahrhundert der Versammlungsort des Emsigerlandes. Gleichzeitig war es Vorort eines der vier Unterbezirke mit Sitz des Konsuls (weltliche Macht) und des Dekans (kirchliche Macht). Ursprünglich waren beide Funktionen in der Hand einer Familie, die in einem Steinhaus (Burg) residierte. Diese Burg befand sich aller Wahrscheinlichkeit nach neben der Kirche am Westende auf der Warft und ist als Vorläufer der heutigen Westerburgstätte anzusehen. Die Westerburg galt als die Hauptburg des Ortes, sie ist das „prinzipale erfhues“. Aus dieser Hierarchie soll sich das höhere Alter im Vergleich zur Osterburg ableiten.
Spätestens mit der Aufteilung der Verwaltungsfunktionen auf zwei Familien entstand also eine weitere Burg – die Osterburg. Hier wohnte der Dekan. Diese Burg besetzte das andere Ende der Warft im Osten. In einer dritten Phase entstand dann die Middelsteburg, auch genannt „Rederts starkes Haus“.
Wegen der Beteiligung der Ortshäuptlinge an den Überfällen der Vitalienbrüder auf die Hanse wurde 1400 die Osterburg und 1435 die Westerburg durch die Hamburger zerstört. Zuerst wurde die Westerburg nach 1452 wiederaufgebaut, jedoch außerhalb der Warft im Westen. Die Osterburgstätte blieb bis ca. 1490 unbebaut.
Ob sich die 1400 zerstörte Osterburg an der Stelle der jetzigen Anlage befand ist unklar. Östlich im Gehölz gibt es einen markanten Hügel (3,40 mNN), der exakt in der Verlängerung der Dorfstraße liegt, an deren westlichem Ende die Kirche liegt. Der Platz auf diesem Hügel würde aber nur für ein Turmhaus (Motte) reichen. Nördlich schließt sich ein Plateau – zur Sielmönker Bucht – für eine Vorburg an.
Die Middelsteburg gilt als jüngste der drei Burgen. In dem heute stark veränderten Bau befinden sich noch Bauteile aus dem 14. Jh.

## Baugeschichte

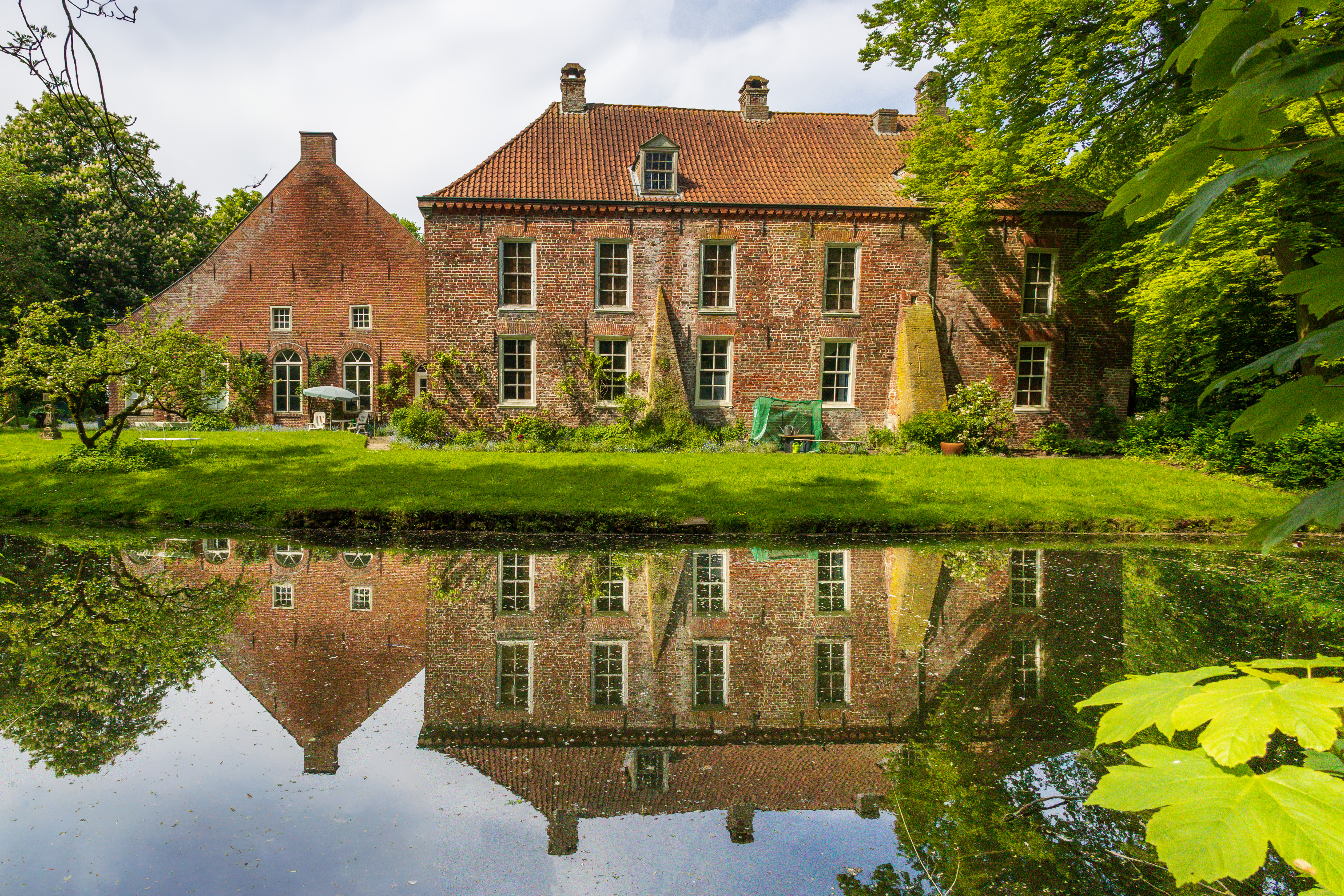
Der Saalbau

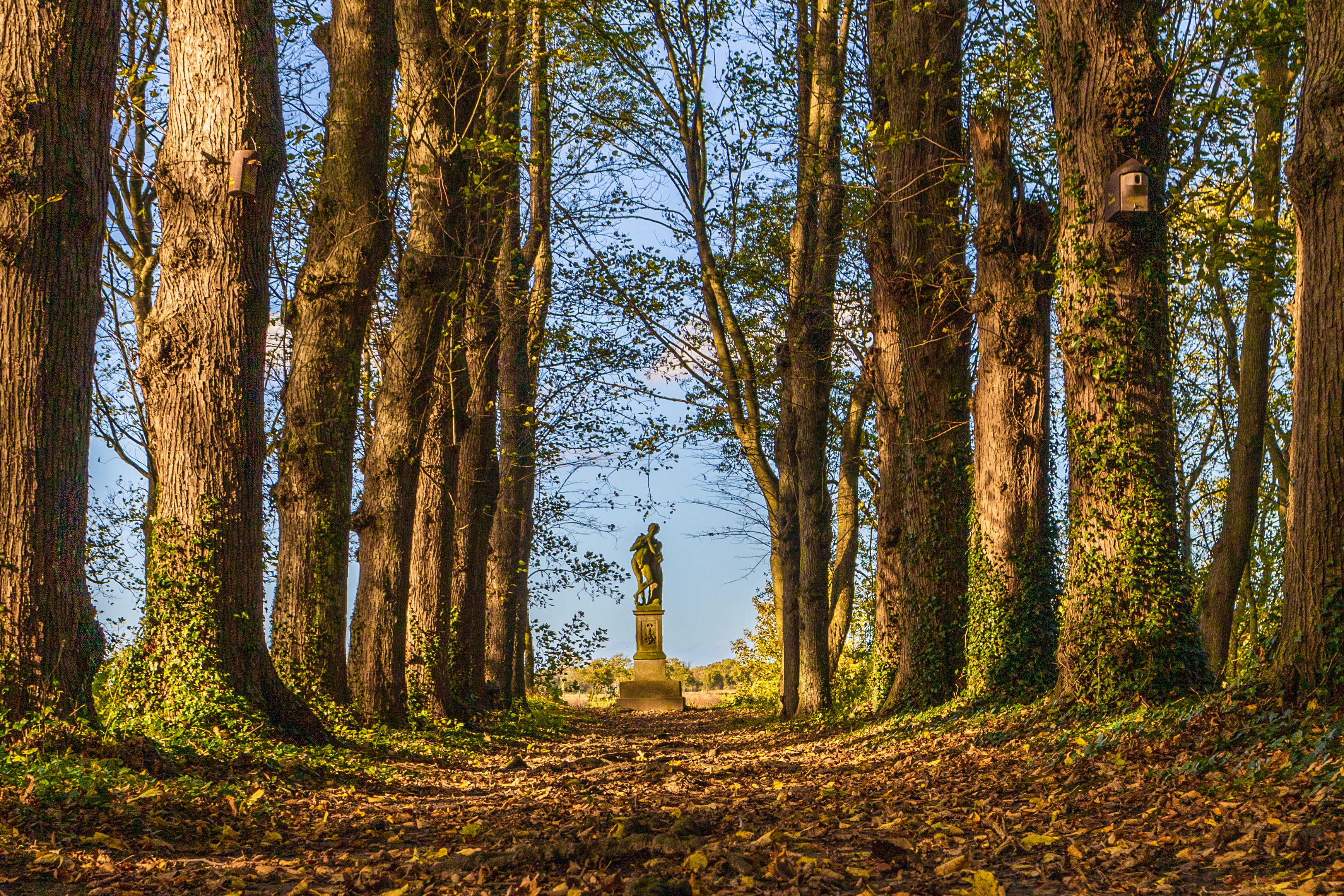
Allee im Park

Die Osterburg ist die einzige noch in wesentlichen Teilen erhaltene der ehemals drei Burgen des Ortes. Das Bauwerk ist ein Gebäudekomplex aus mehreren Teilen, die zwischen 1490 und 1910 errichtet wurden. Die Baugeschichte kann in sieben Bauphasen eingeteilt werden:
- (1) 1490: Errichtung eines Steinhauses (Saalbau) (L×B = 23,75 × 9,00 m)
- (2) 1547: Anbau eines kurzen Seitenflügels (Ostflügel; L×B = 9,75 × 6,00 m)) an der Nordostecke des Langhauses. Spuren deuten auch auf einen Westflügel hin (U-förmige Anlage). 1665 wurden die Fenster vergrößert.
- (3) 1707: Anbau einer Gulfscheune an der Nordwestecke des Langhauses (L×B = 24,80 × 21,90 m). 1740 wurde ein Torhaus an der Brücke abgebrochen. 1770 wurde unter P. v. Wingene an dieser Stelle die Brücke erneuert, die 1864 und 1976 restauriert wurde.
- (4) 1790: Abbruch der Stufengiebel des Langhauses und Aufbau eines Walmdaches. Verlängerung des Ostflügels auf eine Gesamtlänge von 26,00 m.
- (5) 1891: Anbau eines Flures an der Hofseite des Langhauses. Das heruntergezogene Schleppdach verbirgt seitdem die Zweigeschossigkeit des Steinhauses zum Hof, die nur noch von der Rückseite erkennbar ist (s. Foto „Der Saalbau“).
- (6) 1910: Abbruch und Erneuerung der Ostflügelverlängerung von 1790. Mittelteil als Wohnung, vorderer Teil als Remise.
- (7) 2008: Umbau des Ostflügels komplett zu Wohnzwecken.

Zum Burgensemble gehören die Wirtschaftsgebäude, „Groot Plaats“ (sog. Hof Wäcken), Wohnteil von 1883 und „Osterburg Schatthaus“, Vorderende von 1769, Achterende von 1909 (jetzt Burgcafe und Bistro). Nicht mehr erhalten sind der „Lüttje Plaats“, rechts vor der Brücke (Ter Braecks Heerd, abgebrochen 1910, wohl der historische Wirtschaftshof zum Steinhaus), ein Teehaus von 1794 ("Tuinhuus"/„Sünner Klaas`Huus“) bis 1950/60, ein Gärtnerwohnhaus bis 1930 (Hoffhus), beides im Gehölz. Dort stand bis in die 1860er-Jahre auch die örtliche Brauerei mit Wirtshaus.
Um die Burginsel herum liegt heute ein Gehölz, das noch barocke und jüngere Gestaltungsmerkmale aufweist. Ein Obstbaumgarten (Appelhoff) darin wird schon 1509 urkundlich erwähnt. Neben einer fast 250 m langen Lindenallee, an deren Endpunkt eine Panstatue steht, gibt es noch einen Spiegelteich mit Floraskulptur. Dieser Bereich zeigt Reste einer zweiten Graftanlage, genauso wie nutzgärtnerische Aspekte aus dem 18. Jh. Ein Gartenplan aus dem Jahre 1895 zeigt die gestalterischen Bemühungen bis in die Neuzeit. In der Jetztzeit trägt der Garten den Charakter eines „Lost Garden“.
Neben der Wohnstätte für landespolitisch bedeutsame Familien war die Burg vor allem ein landwirtschaftlicher Großbetrieb. Heute ist die Anlage auf der Graft private Wohnstätte, kann aber nach telefonischer Voranmeldung besichtigt werden. Die Burg befindet sich heute in Besitz der Familie Kempe, die zu den Nachfahren der Häuptlingsfamilie Beninga gehört. Mehrere Räume sind authentisch seit der Zeit des Barock erhalten und zeigen mit ihrer Ausstattung die Wohnkultur der hier ansässigen Familien. Die Möblierung zeigt in den einzelnen Räumen den Wandel des Zeitgeschmacks und durch die Objekte die weitverzweigten Kontakte und Verwandtschaft der Bewohner. Besonders hervorzuheben ist die Ahnengalerie im großen Saal, die Porträts aus fünf Jahrhunderten zeigt.

## Besitzergeschichte
Die ursprünglichen Besitzer der Osterburgstelle sind unbekannt. In die Familie der Dekane (Pröpste) zu Groothusen (Osterburglinie) heiratete in der 2. Hälfte des 14. Jahrhunderts ein Tiado von Ditzum ein. Aus dieser Verbindung leitet sich die Häuptlingsfamilie Tiadekana ab, die zwischen 1360 und 1463 die Dekane stellte. Diese Familie starb jedoch gegen 1465 aus bzw. ging in der Häuptlingsfamilie Beninga von Groothusen (Westerburglinie) auf.
Zwischendurch, in einer kurzen Zeitspanne bis zu ihrer Zerstörung am 14. Juni 1400 gehörte die Osterburg jedoch dem Häuptling Folkmar Allena aus Osterhusen. Danach ist nicht eindeutig, wer über die Osterburgstelle verfügte, es ist aber anzunehmen, dass es wieder die Familie Tiadekana war, die im 2. und 3. Viertel des 15. Jahrhunderts die Dekane stellte.
Die Westerburg wurde 1435 durch die Hamburger zerstört. Mit dem Wiederaufbau der Westerburg wurde 1452 nach der Rückkehr des Häuptlings Redward II. Haitadisna Beninga begonnen. Dessen Tochter Tiada Beninga (1425–1483) erbte aus der Visquarder Tiadekanalinie auch die Osterburgstelle. Mit den beiden Burgen ihres Vaters waren 1465 alle drei Burgen in der Hand der Beninga.
Vielleicht noch zu ihren Lebzeiten, wahrscheinlicher aber unter ihrem Sohn Beno Lyawes von Groothusen und Neermoor wurde die Osterburgstätte vermutl. im letzten Viertel des 15. Jahrhunderts wieder bebaut. Als erste Besitzerin ist dessen Witwe Reinste schriftlich überliefert.
Die Besitzerfolge:
- (1) Erbauung (1480/1490 vermutl.) - Beno Lyawes, Häuptling von Groothusen und Neermoor (1442–vor 1495)
- (2) vor 1495 - Reinste (Reinsedis Remetsna van Midlum) van Groothusen (1445–1515 / Witwe zu 1)
- (3) ab 1509 - Keno Benena Hptl. von Groothusen und Neermoor (1465–nach 1516 / Sohn von 2 / Abfindung der Schwester)
- (4) nach 1516 – Nomna Beninga von Groothusen, (1495?–1560 / Tochter von 3 / heiratet 4b Wiard Nomen Meckena von Jemgum (Meckenaborg), (1480–1533)
- (5) ab 1560 - Tiada Meckenaborg van Groothusen (ca. 1520–1602 / Erbteilung / Tochter von 4, Ehemann Meindert (Meynert) Aldringa von Nesse (ca. 1510–1577)
- (6) ab 1566 (Erbteilungsvertrag) – Enno Mentets Aldringa van Nesse (1540–1599; Sohn von 5)
- (7) ab 1581 Habbo Mentets Aldringa van Nesse, (1545–? / Bruder von 6)
- (8) ab ? - Wiard und Albert Aldringa, (Enkel von 5)
- (9) ab ? - Ennecke Aldringa (van Nesse) zusammen mit ihrem Bruder Mentet, (1619–1669 / Urenkelin von 5 / ihr Mann Tammo Valk verkauft die Burg an 10 und 11)
- (10) ab 1650 Jannecken Simons van Swart, (1605–1657 / zusammen mit 11)
- (11) ab 1657 (alleinig) Warner Conring, (1620–1695 / Schwiegersohn v. 10)
- (12) ab 1695 Eberhard ter Braeck (1630–1700), Heirat (1664) dann Erbe von Maria Conring, (1643–1695 / Tochter von 11)
- (13) ab 1696 Warner ter Braeck (1674–1734 / Sohn von 12)
- (14) ab 1734 Justus ter Braecke, (1709–1737 / Sohn von 13)
- (15) ab 1737 Gossel Rudolf van Wingene, (1706–1767 / Sohn von Helena ter Braeck / Vetter von 14)
- (16) ab 1767 Paul van Wingene, (1736–1816 / Neffe von 15)
- (17) ab 1816 Eberhard J. Leonhard van Wingene, (1784–1862 / Sohn von 16)
- (18) ab 1862 Sara Johanna Ottilie van Wingene, (1811–1883 / Tochter von 17 / ab 29. August 1835 verheiratete Kempe / nach Tod Erbengemeinschaft)
- (19) ab 1883 Erbengemeinschaft
- (20) ab 1887 Daniel Kempe, (1853–1916), Pacht von Erbengemeinschaft, (1853–1916 / Sohn von 18)
- (21) ab 1891 Paul Kempe, (1839–1897 / Bruder zu 20 / Kauf von Erbengemeinschaft), verheiratet mit Henriette W. Heykes (1856–1940)
- (22) ab 1940 Klaas Heykes Kempe, (1893–1966 / Sohn von 21)
- (23) ab 1966 Enno F. Kempe (1926–2015 / Sohn von 22)
- (24) ab 2007 Klaas H. Kempe, (geb. 1972 / Sohn von 23).

Entsprechend der Bedeutung von Ort und Burg standen die Besitzer häufig in ständischen Ämtern, z. B. Landrichter Emsigerland (4b), Deich- u. Landrentmeister (11), Administrator der Landstände (12), in neuerer Zeit auch als Landschaftsrat (22). Die überwiegend ev. ref. Religionszugehörigkeit erklärt sich besonders aus ihrer Herkunft als Flüchtlinge aus den Niederlanden, die im 16. Jhdt. nach Emden kamen. Die Familie van Wingene war maßgeblich mit Johannes a Lasco am Aufbau der reformierten Kirche in Emden beteiligt.
Im 14. und 15. Jahrhundert trugen die Besitzer den Titel „hovetling“ (Häuptling). Auch wenn die Besitzer, wie die Meckenas und Aldringas adelig waren, wurde die Osterburg nie in die Ritterschaftsmatrikel eingetragen. Standesmäßig gehörten die Burgbewohner somit zum Hausmannsstand (z. B. 12). Die jetzigen Eigentümer sind direkte Nachfahren von Beno Lyawes und dokumentieren eine weit über 500-jährige Eigentümerkontinuität mit Verwandtschaft zu den Cirksenas, Ukenas und Tom Brooks.
Zu den bedeutenden Bewohnern gehört Eberhard ter Braeck (Nr. 12; 1630–1700). 1682 schloss er als Administrator (s. Ostfriesische Landschaft) des dritten Standes (Hausmannstand / Osterburg Groothusen) zusammen mit Diurco Andree (Städte / Bürgermeister Emden) und Dodo II. zu Innhausen und Knyphausen (Ritterschaft / Herrlichkeit Lütetsburg) einen Vertrag mit dem Kurfürsten von Brandenburg und begründete somit die spätere Bindung (ab 1744) Ostfrieslands an Preußen.
Kunsthistorisch bedeutsam ist der Grabstein der Nomna Beninga von Groothusen (Nr. 4) in der St. Petruskirche. Sie war Besitzerin von 4 Burgen - Oster- und Westerburg in Groothusen und der Burgen in Neermoor und Wybelsum. Ihr Grabstein ist mit 8 Häuptlingswappen geschmückt.